# Aïcha Moubarka
Pour les articles homonymes, voir Aïcha (homonymie).
Lalla Aïcha Moubarka, connue également sous le nom de Zaïdana, est l'une des épouses de Moulay Ismaïl, sultan du Maroc. Surnommée l'Impératrice du Maroc par les Européens, elle avait une très grande influence envers Moulay Ismaïl, ce qui explique le surnom qui lui a été donné. Elle était noire tout comme la mère d'Ismaïl.

## Biographie
Rachetée par Moulay Ismaïl pour une somme de soixante ducats, Lalla Aïcha Moubarka fut un esclave de Moulay ar-Rashid. Elle deviendra par la suite l'une des quatre épouses officielles de Moulay Ismaïl et donna naissance à Moulay Zaydan, Moulay Ahmed et Moulay Ali. Elle décéda en 1716.